# Saint-Lubin-en-Vergonnois
Saint-Lubin-en-Vergonnois är en kommun i departementet Loir-et-Cher i regionen Centre-Val de Loire i de centrala delarna av Frankrike. Kommunen ligger i kantonen Blois 5e Canton som tillhör arrondissementet Blois. År 2022 hade Saint-Lubin-en-Vergonnois 776 invånare.

## Befolkningsutveckling
Antalet invånare i kommunen Saint-Lubin-en-Vergonnois
| Referens: INSEE |